# Astrid van der Knaap

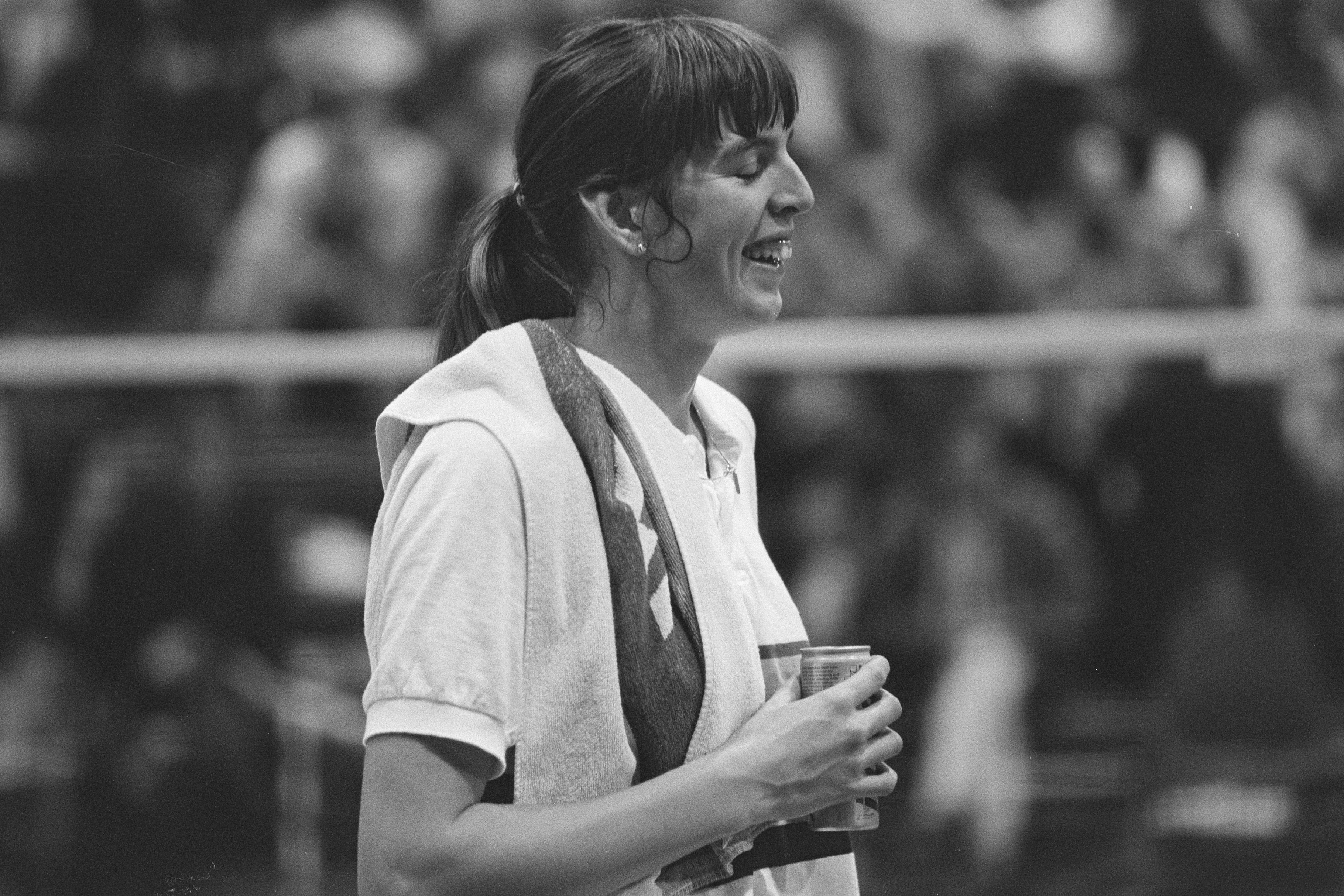
Astrid van de Knaap, 1986

Agatha Astrid Maria van der Knaap (* 8. Oktober 1964 in Den Haag) ist eine niederländische Badmintonspielerin.

## Karriere
Astrid van der Knaap nahm 1992 im Dameneinzel an Olympia teil. Sie verlor dabei in Runde zwei und wurde somit 17. in der Endabrechnung. Im selben Jahr konnte sie die Swiss Open für sich entscheiden. In den Niederlanden gewann sie insgesamt vier nationale Titel.

## Sportliche Erfolge
| Saison | Veranstaltung                                   | Disziplin   | Platz | Name                                         |
| ------ | ----------------------------------------------- | ----------- | ----- | -------------------------------------------- |
| 1982   | Niederlande: Einzelmeisterschaften der Junioren | Mixed       | 1     | Jurgen van der Pot / Astrid van der Knaap    |
| 1982   | Niederlande: Einzelmeisterschaften der Junioren | Damendoppel | 1     | Astrid van der Knaap / N. van Zijderveld     |
| 1983   | Niederlande: Einzelmeisterschaften der Junioren | Dameneinzel | 1     | Astrid van der Knaap                         |
| 1983   | Niederlande: Einzelmeisterschaften der Junioren | Damendoppel | 1     | Astrid van der Knaap / N. van Zijderveld     |
| 1983   | Junioren-Europameisterschaft                    | Damendoppel | 3     | Astrid van der Knaap / Nicole van Zijderveld |
| 1986   | Belgian International                           | Dameneinzel | 1     | Astrid van der Knaap                         |
| 1987   | Swiss Open                                      | Dameneinzel | 1     | Astrid van der Knaap                         |
| 1987   | Austrian International                          | Dameneinzel | 1     | Astrid van der Knaap                         |
| 1987   | Niederlande: Einzelmeisterschaften              | Dameneinzel | 1     | Astrid van der Knaap                         |
| 1988   | Amor International                              | Dameneinzel | 1     | Astrid van der Knaap                         |
| 1991   | Amor International                              | Dameneinzel | 1     | Astrid van der Knaap                         |
| 1991   | Portugal International                          | Dameneinzel | 1     | Astrid van der Knaap                         |
| 1991   | Niederlande: Einzelmeisterschaften              | Dameneinzel | 1     | Astrid van der Knaap                         |
| 1992   | La Chaux-de-Fonds International                 | Dameneinzel | 1     | Astrid van der Knaap                         |
| 1992   | Swiss Open                                      | Dameneinzel | 1     | Astrid van der Knaap                         |
| 1992   | Olympia                                         | Dameneinzel | 17    | Astrid van der Knaap                         |
| 1993   | Niederlande: Einzelmeisterschaften              | Dameneinzel | 1     | Astrid van der Knaap                         |
| 1994   | Niederlande: Einzelmeisterschaften              | Dameneinzel | 1     | Astrid van der Knaap                         |